# Третій Рейх

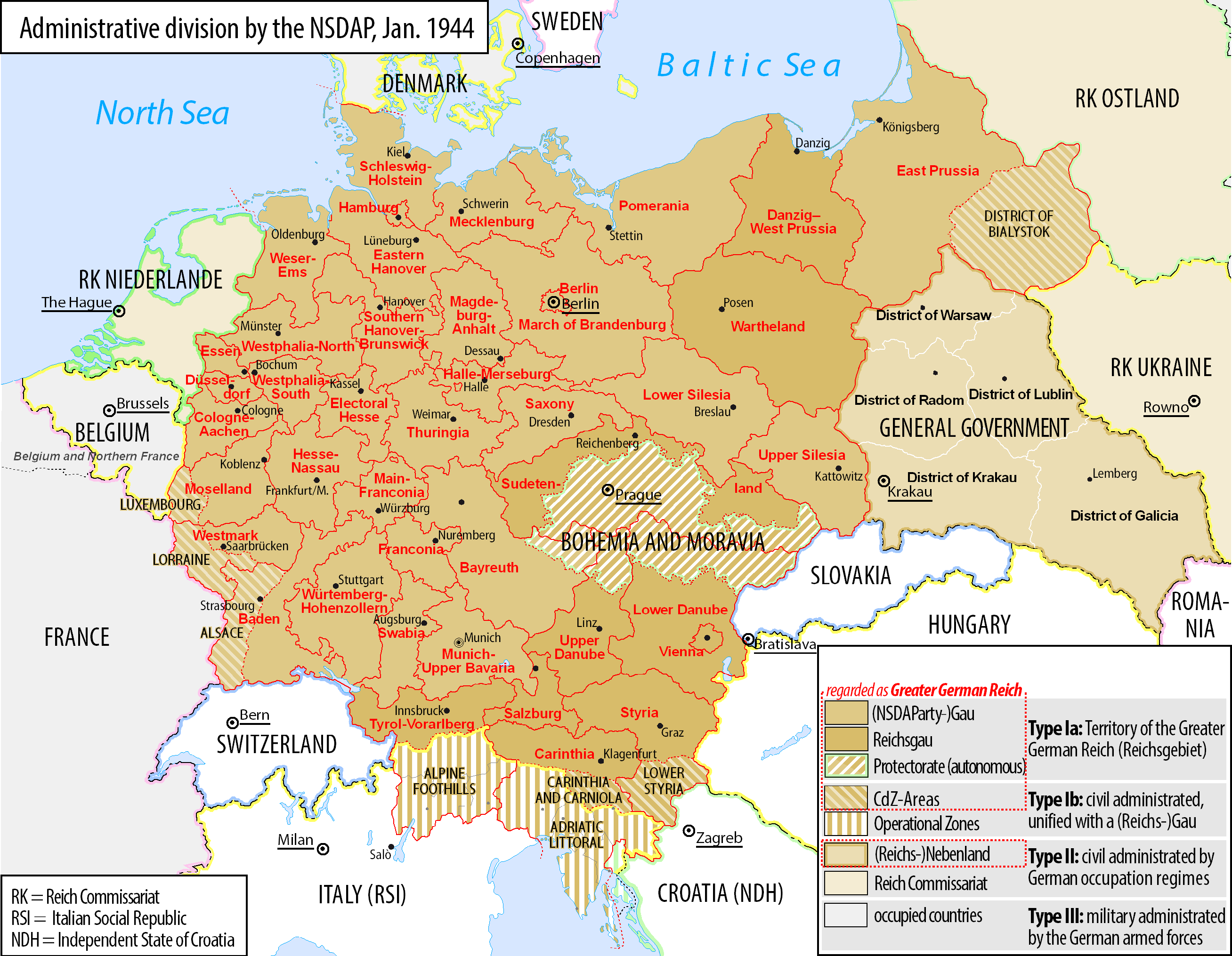
Адміністративний поділ Німеччини, січень 1944 року

Тре́тій Рейх або Тре́тій Райх (нім. Drittes Reich — Третя Держава, Третя Імперія), також Нацистська Німеччина[⇨] (один з варіантів в історіографії) — німецька держава між 1933 і 1945 роками, коли Адольф Гітлер і нацистська партія контролювали країну, перетворивши її на диктатуру. За правління Гітлера Німеччина швидко стала тоталітарною державою, де майже всі аспекти життя контролювалися урядом. Офіційна назва — Німе́цька імпе́рія (нім. Deutsches Reich).
Націонал-соціалісти на чолі з Гітлером, який 30 січня 1933 року обійняв посаду канцлера, швидко знищили всю опозицію та можливих суперників і встановили одноосібну владу фюрера. У розпалі Великої депресії уряду націонал-соціалістів вдалося покінчити з масовим безробіттям завдяки потужним військовим витратам і змішаній економіці, яка поєднувала засоби вільного ринку і планової економіки. Також активно провадилися громадські роботи, включаючи будівництво автобанів. Все це призвело до стрімкого росту популярності режиму.
Підконтрольні Генріхові Гіммлеру таємна державна поліція (Гестапо) та СС знищили ліберальну, соціалістичну та комуністичну опозицію, переслідували й знищували євреїв та контролювали суспільство, яке було повністю охоплене націонал-соціалістичною пропагандою, якою опікувався Йозеф Геббельс. Освіта, мистецтво та засоби масової інформації були під повним контролем НСДАП, яка пропагувала унікальність німецького народу, приналежність його до арійської раси. Антисемітизм став державною політикою і пропагувався у всіх соціальних інститутах, починаючи з організації німецької молоді Гітлер'югенд, членство в якій було обов'язковим. Освіта приділяла велику увагу расовій біології та фізичному вихованню. Йозеф Геббельс використовував кінематограф, масові виступи, радіо та промови для маніпуляції суспільною думкою. Літні Олімпійські ігри 1936 року, які пройшли в Німеччині, дозволили режиму рекламувати себе у світові.
1938 року Німеччина анексувала Австрію (аншлюс) і Судетську область (Мюнхенська угода), повністю захопивши Чехословаччину у 1939 році. Цього ж року Німеччина підписала пакт з СРСР і 1 вересня напала на Польщу, розпочавши Другу світову війну. Разом з італійськими військами Беніто Муссоліні Німеччина вже у 1940 році захопила Францію та більшу частину Європи. На більшості контрольованих територій були встановлені Райхскомісаріати, а в Польщі було створено Генерал-губернаторство. В Німеччині та на захоплених територіях проводилась нацистська расова політика. Чисельність концентраційних таборів, в яких утримувались військовополонені, психічнохворі, євреї, політичні в'язні, гомосексуали, злочинці та цигани з усієї окупованої території, з 1939 по 1942 роки зросла вчетверо, до понад 300. Проводилось систематичне масове винищення єврейського населення Європи, Голокост.
У 1941 році Німеччина напала на СРСР, намагаючись реалізувати стратегію Бліцкриг, яка, однак, була провалена, хоча німці змогли дістатися до Москви, але не захопили її. Під її владою опинилася більшість Східної Європи. Переломними моментами в існуванні Націонал-соціалістичної Німеччини стали поразки у Сталінградській та Курській битвах 1943 року, які стали початком головного контрнаступу радянських військ. У 1944 році масштабне бомбардування німецьких міст та військових об'єктів значно посилилося, нейтралізуючи Люфтваффе (німецькі військово-повітряні сили), а у 1945 році Німеччина вже була не в змозі протистояти натиску Червоної армії зі сходу й об'єднаних сил Антигітлерівської коаліції із заходу. 7 травня 1945 року Німеччина підписала акт про капітуляцію, який набирав чинності наступного дня, 23 травня був заарештований Фленсбурзький уряд Карла Деніца, а 5 липня колишня Німеччина була розділена на зони окупації між: СРСР, Францією, Великою Британією та США. Нацистський режим був засуджений під час Нюрнберзького трибуналу.

## Назва

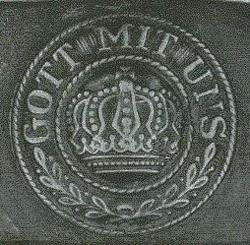
Гасло «З нами Бог» на пряжці ременя солдатів Німецької Імперії часів Першої Світової Війни

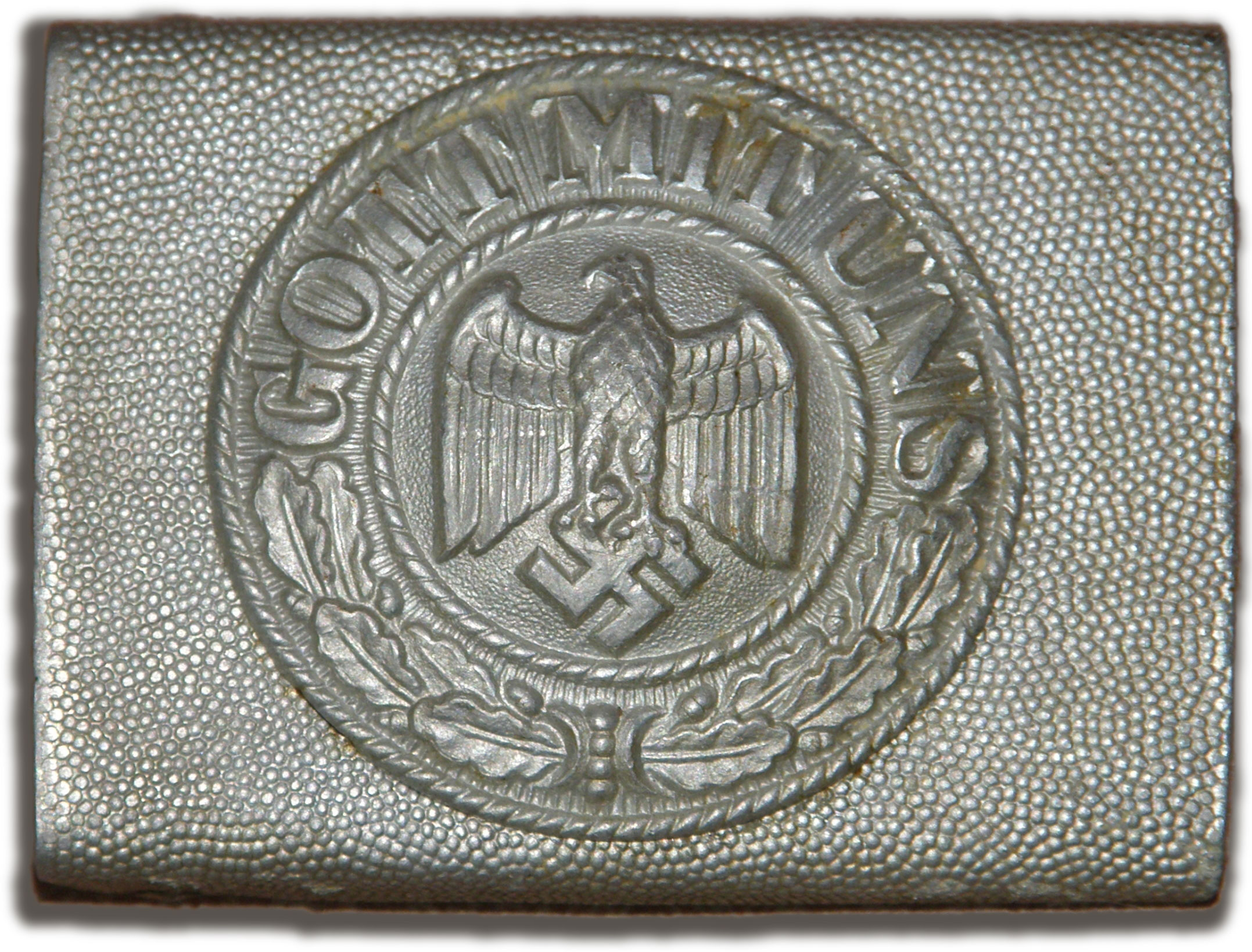
Гасло «З нами Бог» на пряжці ременя солдатів Вермахту епохи Гітлера, 1930—1940-і роки.

Виникнення і поширення поняття Третій Рейх тісно пов'язане з процесами, які відбувались на землях історичної Великої Германії у 19-20 ст. Після розпаду Священної Римської імперії Габсбургів (Перший Рейх) і об'єднання частини історичних німецьких земель у рамках Німецького Союзу (Deutsches Bund), Німецької Імперії (Другого Рейху) під егідою Пруссії і її столиці Берліна, а іншої частини у рамках Австро-Угорщини і її столиці Відня на німецьких землях почалося активне суспільно-політичне і культурне життя. Досить популярними були проєкти об'єднання усіх історичних німецьких земель, земель де проживали німці, у рамках єдиного державного утворення, яке нерідко називали Третім Рейхом. Таким чином у колах німецьких культурних і наукових діячів поняття було відомим задовго до приходу 1930-х років і приходу Гітлера до влади та вже на початку 20 ст. було багато різних тлумачень поняття і, отже, концепції Третього Рейху, багато з яких ніяк не були пов'язані з гітлерівським проєктом.
Ще одне трактування поняття Третій Рейх походить з західноєвропейського християнського богослів'я часів Середньовіччя. У рамках цієї концепції історія людства ділилась на три етапи: Перший Рейх — Перше Царство, Царство Природного Закону (епоха язичництва), Другий Рейх — Друге Царство, Царство Закону Мойсеєвого (епоха Старого Заповіту) і Третій, Вічний Рейх — Третє Царство, Царство Закону Христового (епоха Нового Заповіту), Вічне Царство Христове, Царство Боже, земна історія якого починається з чудесного народження Бога-Спасителя, Ісуса Христа. Саме у такому значенні поняття Третій Рейх (як Царство Боже) було первісно відоме серед широких верств німецького народу, католиків і протестантів. Саме це значення з певними варіаціями було присутнє у відомій книзі Артура Меллера ван ден Брука, «Третій Рейх». Саме це значення поняття використали Адольф Гітлер і його соратники при розробці власної доктрини Великої Германії і єдиної, всесвітньої, Вічної Німецької Держави, щоб здобути підтримку широких народних кіл — майбутня Вічна Німецька Держава як Вічне Царство Боже, Третє Царство, Третій Рейх. При цьому варто зауважити, що гітлерівці з їх зацікавленням різноманітними окультними вченнями і неоязичництвом фактично дистанціювались від народного, християнського змісту поняття Третій Рейх. Разом з тим, поняття Царства Божого як такого широко експлуатувалося в німецький націонал-соціалістичній символіці, досить згадати зображення імперського орла зі свастикою і написом «Gott mit uns» («З нами Бог»).
Офіційні:
- Німецька імперія (нім. Deutsches Reich) — назва, що використовувалась в 1871—1945 роках щодо Німеччини імперського, веймарського та нацистського періоду.
- Велика Німецька імперія (нім. Großdeutsches Reich) — альтернативна назва, що використовувалася з 1943 року.

Неофіційні:
- Нацистська Німеччина — від націонал-соціалістичної партії, що керувала Німеччиною у 1933—1945 роках. Німецька історіографія сьогодні використовує термін «Націонал-соціалістичний період» (нім. Zeit des Nationalsozialismus, скорочено NS-Zeit).
- Третій Рейх (нім. Drittes Reich, «Третя імперія»), іноді — Тисячорічний Рейх (нім. Tausendjähriges Reich) — популярна назва, створена від порівняння із двома історичними німецькими імперіями (рейхами) — Священною Римською та Німецькою. Вживалася у пропаганді націонал-соціалістів для підкреслення якісно нової віхи в історії Німеччини. Звідти перейшла до історичної та публіцистичної літератури.
- Гітлерівська Німеччина — назва, що використовується переважно на пострадянському просторі.
- Фашистська Німеччина — назва, що використовується переважно в Росії та частині пострадянських держав. Раніше використовувалась в Радянському Союзі і країнах Східного блоку як підкреслення того, що ідеологія націонал-соціалізму не є національною і соціалістичною.

## Історія

### Прихід націонал-соціалістів до влади

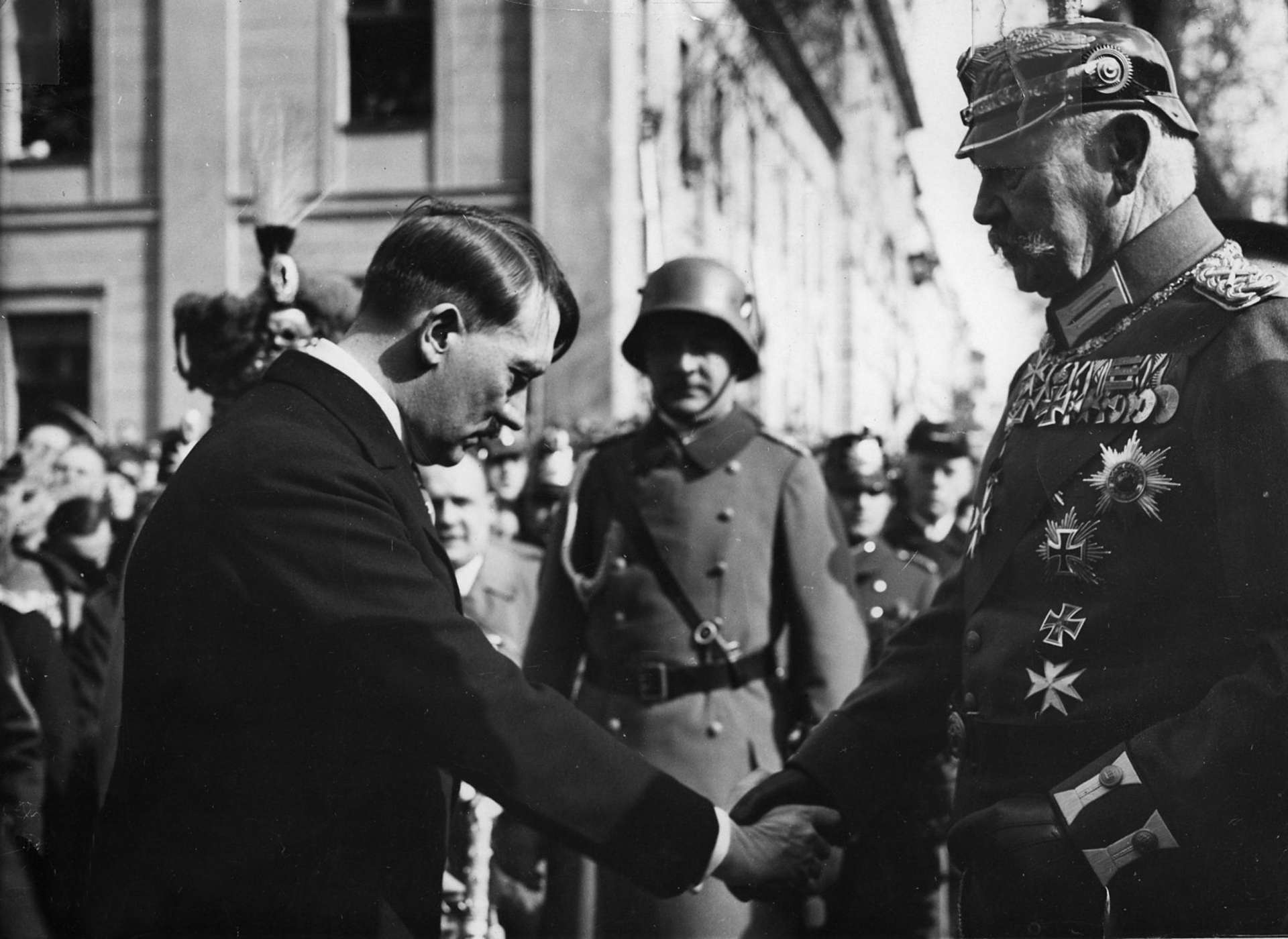
Президент Гінденбург з Гітлером (1933)

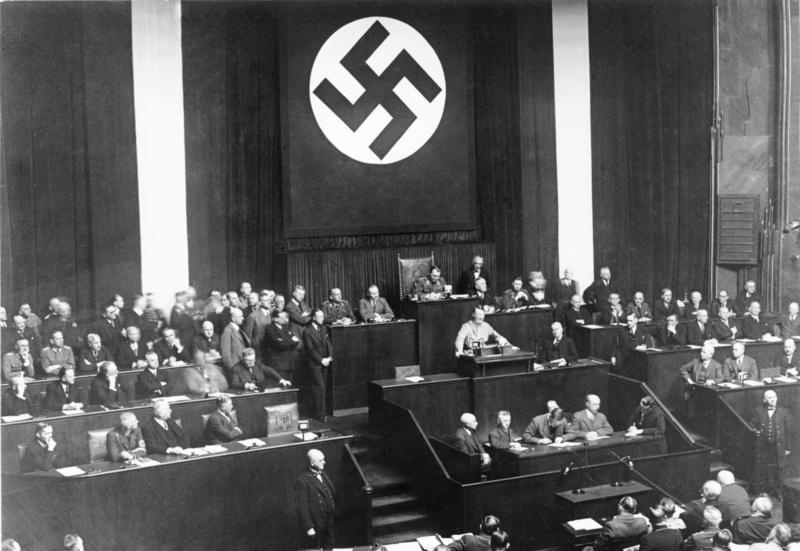
Виступ Гітлера (1933)

Націонал-соціалістичний рух виник серед ветеранів Першої світової війни, які не бажали приймати умов Версальського договору, вважали Веймарську республіку нав'язаною переможцями, і взагалі негативно ставились до ідей демократії. Пропаганда націонал-соціалістів уміло використала «легенду про удар у спину» (нім. Dolchstoßlegende), що була популярною тоді у правих кругах, як пояснення поразки Німеччини. Легенду про зраду більшовиків, євреїв, республіканців та інших тилових диверсантів популяризував генерал Еріх Людендорф, який у двадцятих роках став одним з лідерів правих сил. Спочатку рух був нечисленним, але Велика депресія значно посилила реакційні настрої проти Веймарської республіки. В той самий час, набирала силу Комуністична партія Німеччини, контрольована з Москви. Все більше німців схилялися до думки, що саме Націонал-соціалістична робітнича партія Німеччини зможе навести лад у країні та повернути їй світовий престиж. І хоча у 1928 році партія отримала лише 800 000 тисяч голосів, вже 1930 року за неї проголосували 6.3 мільйони німців, що дало їй змогу отримати 107 місць в Рейхстазі. Кількість голосів подвоїлась до 13.4 мільйонів у травні 1932 року, забезпечивши НСДАП 230 місць в німецькому парламенті.
30 січня 1933 року, президент Гінденбург призначив Гітлера канцлером Німеччини. Активним лобіюванням цього рішення довгий час займався Франц фон Папен, який мав за мету дати владу правим силам, але при цьому контролювати Гітлера через коаліційний уряд, вважаючи, що інші праві партії домінуватимуть в ньому, а також своєю посадою віцеканцлера, яку фон Папен залишив для себе. І хоча у новому уряді націонал-соціалістів було лише троє (враховуючи Гітлера), вони швидко змогли відтиснути фон Папена та інших консерваторів від влади.
Лише за кілька місяців новому уряду вдалося встановити централізовану однопартійну диктатуру. В ніч 27 лютого 1933 року будівлю Райхстагу було підпалено, а винним визнали колишнього члена молодіжної організації комуністів Марінуса ван дер Люббе. Партія націонал-соціалістів звинуватила комуністів у заклику до повстання, використала свою владу для арешту тисяч членів комуністичної партії, обшуків в її офісах і заборони всіх комуністичних публікацій. Того ж дня президентом Паулем фон Гінденбургом підписано Закон про захист німецької держави і народу, який скасував більшість громадянських свобод, включаючи потребу в рішенні суду для затримання людини (habeas corpus).
Великий успіх НСДАП, що дозволив їм спочатку прийти до влади, а потім без перешкод офіційно ліквідувати Веймарську республіку, був результатом не тільки її слабкості і економічної кризи. Цьому допомогли і інші держави, як, наприклад, СРСР. Неодноразові спроби німецьких комуністів змінити владу в Німеччині військовим шляхом скінчилися невдачею, тоді комуністи пішли іншим шляхом. Рапалльські угоди, а також військове співробітництво з німцями розхитували Версальську систему. Співпраця дозволила німецьким танкістам і льотчикам-інструкторам отримати досвід, обкатувати нові німецькі розробки. СРСР також посилав своїх командирів на навчання до Німеччини. Згідно з точкою зору Віктора Суворова: Сталін хотів приходу Гітлера до влади, щоб «криголам революції» розніс би всю Європу, щоб потім рушити Червону армію на ці руїни і зробити всю Європу комуністичною. Економічне співробітництво Третього Рейху з СРСР тривало і після поділу Польщі, коли англо-французький союз вже виступив проти Гітлера.

### Ремілітаризація Рейнської провінції
1933 року Німеччина вийшла з Ліги Націй, і почала послідовно порушувати і руйнувати обмеження та домовленості Версальського договору, який все ще був чинним. У 1935 році, жителі регіону Саар, який протягом 15 років знаходився під окупацією Ліги Націй, проголосували за приєднання до Німеччини. В березні того ж року, Гітлер заявив про збільшення чисельності Рейхсверу до 550 000 і про створення німецьких повітряних сил. Після того, як договір з Великою Британією дозволив Німеччині будувати флот, Версальський договір став лише простим папірцем.
У березні 1936 року, Італія під проводом Беніто Мусоліні напала на Ефіопію, що викликало досить слабкі протести зі сторони британського та французького урядів. У розпал кризи, Німеччина ввела війська у демілітаризовану Рейнську провінцію, з наказом відступити, якщо Франція почне мобілізацію. Однак ні Франція, ні Велика Британія не зробили ніяких кроків у відповідь.

### Приєднання Австрії й Чехословаччини

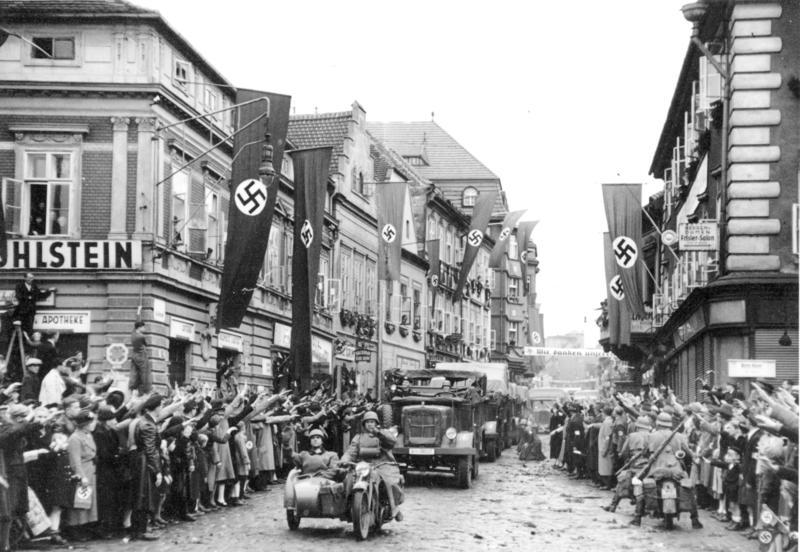
Чеські німці вітають прихід німецьких військ (1938 р.)

У лютому 1938, Гітлер запросив канцлера Австрії Курта Шушніга у Берггоф, де натякнув йому про потребу об'єднання всіх німців в одній державі. Шушніг вирішив провести плебісцит 13 березня, але був змушений відмовитись від нього через тиск Гітлера, а вже 11 березня він отримав від нього ультиматум: передати всю владу націонал-соціалістам чи готуватися до вторгнення. Наступного дня війська Вермахту увійшли до Австрії, де значна частина населення з ентузіазмом зустріла їх.
1938 року Гітлер наказав лідеру Судето-німецької партії Конраду Генлейну висунути низку неприйнятних умов Чехословацькому уряду. Муссоліні наполіг на зустрічі Гітлера з британським та французьким прем'єр-міністрами, для обговорення виниклої ситуації. Відбулися дві зустрічі, друга з яких завершилась підписанням Мюнхенської угоди 30 вересня, яка змушувала Чехословаччину поступитися Німеччині Судетською областю, зі збереженням інфраструктури і укріплень. І хоча при підписанні угоди був відсутнім її представник, Чехословаччина погодилася виконати висунуті вимоги. Угода протрималася лише шість місяців, оскільки 15 березня 1939 року Німеччина ввела війська на решту території Чехословаччини, утворивши маріонеткові держави Протекторат Богемії і Моравії і Словацьку республіку.

### Друга світова війна

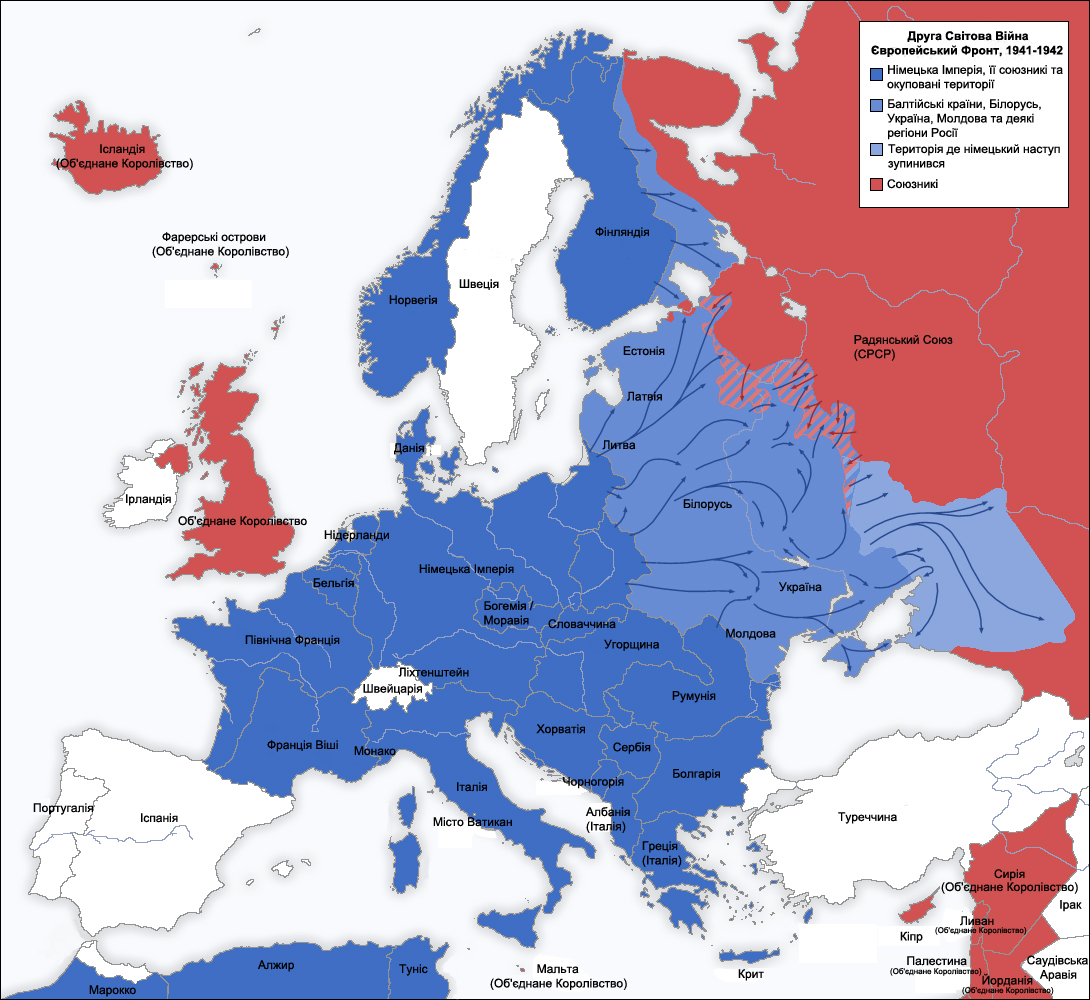
Європа станом на 1941—1942 роки.

Німеччина атакувала Польщу 1 вересня 1939. Друга Світова Війна розпочалась коли 3 вересня 1939 Велика Британія разом з Францією, відповідно до існуючих на той час домовленостей із Польщею, оголосили стан війни з Німеччиною. 9 квітня 1940 німці атакували Данію й Норвегію. У травні цього року, незважаючи на заперечення багатьох зі своїх радників, Гітлер послав війська у Францію. Наслідком бою за Францію стала абсолютна перемога Німеччини. Пізніше цього року Німеччина піддавала Велику Британію постійним бомбардуванням. Німеччина перейшла кордони Радянського Союзу 22 червня 1941 року.
Через 4 дні після того, як Японська Імперія атакувала американську військово-морську базу Перл-Гарбор, Німеччина оголосила війну Сполученим Штатам Америки 11 грудня 1941 року. Це дозволило німецьким підводним човнам боротися з американськими кораблями в Атлантичному океані, які в свою чергу допомагали Великій Британії постачанням різної зброї.
Гноблення меншин продовжилося під час війни на території Німеччини й в окупованих територіях. Починаючи з 1941 року, євреїв змусили одягати жовті зірки на публіці. Більшість євреїв були перевезені до гетто, таким чином їх ізолювали від суспільства.
У січні 1942 року відбулася конференція у Ванзеї на чолі з Райнгардом Гейдріхом, яка встановила план «Остаточного розв'язання єврейського питання» (нім. Endlösung der Judenfrage). Внаслідок цього плану шість мільйонів євреїв були систематично вбиті. Крім того, більше ніж десять мільйонів людей були змушені працювати у примусових таборах. Цей геноцид має назву Голокост. Вбивства відбувались у концентраційних (нім. Konzentrationslager) та винищувальних таборах (нім. Vernichtungslager). Також піддавались знищенню та утискам багато гомосексуалів, психічно хворих, та політичних ув'язнених.
У лютому 1943 року радянські війська зупинили наступ німців під Сталінградом. Наступного року німецькі війська вже були на східних кордонах Польщі. Німці відступали поступово й з важкими боями. У червні 1944 року союзники відкрили другий фронт на заході. Війська союзників та війська Радянського Союзу зустрілись біля річки Ельби 26 квітня 1945 року. Берлін був захоплений 30 квітня 1945 року. У той час, коли Червона армія взяла Райхстаг, Адольф Гітлер покінчив своє життя самогубством. Наступним лідером (нім. Der Führer) Третього Райху проголошено Карла Деніца.
8 травня 1945 (опівночі) у передмісті Берліна Карлгорсті, зайнятому радянськими військами, представники німецького головнокомандування на чолі з генералом Кейтелем підписали акт про беззастережну капітуляцію збройних сил Німеччини; цей договір за дорученням радянського уряду підписав маршал Радянського Союзу Г. Жуков, а також представники США, Сполученого Королівства та Франції.

## Державний устрій

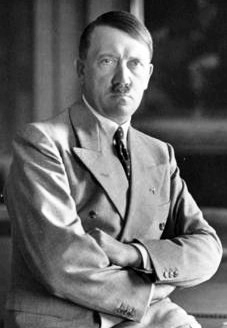
Адольф Гітлер — фюрер німецького народу, голова Нацистської Німеччини.

Через заміну більшості посадовців членами НСДАП вже до 1935 року німецький уряд та партія фактично стали одним цілим. Через три роки, всі місцеві уряди втратили законодавчі повноваження і відповідали прямо перед призначеними Гітлером гауляйтерами.

### Уряд
- Виконавча влада
  - Кабінет Гітлера
  - Кабінет Шверін фон Крозіга

- Органи влади
  - Канцелярія Фюрера (нім. Die Kanzlei des Führers, Філіпп Боулер)
  - Управління Партійної канцелярії (нім. Parteikanzlei, Мартін Борман)
  - Управління Президентської канцелярії (Отто Мейснер)
  - Управління Райхсканцелярії (нім. Reichskanzlei, Ганс Ламмерс)
  - Таємна рада (Костянтин фон Нейрат)

- Імперські міністерства

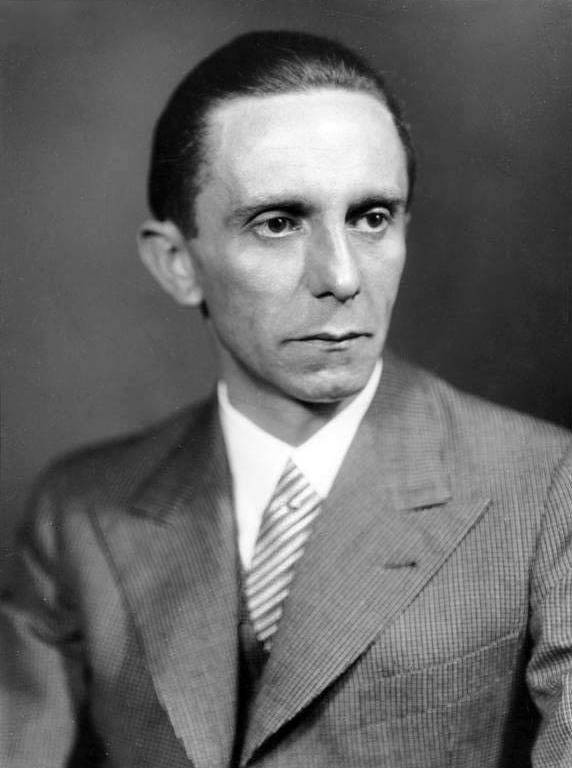
Міністр пропаганди і народної просвіти Йозеф Геббельс

  - Імперське міністерство авіації (нім. Reichsluftfahrtministerium, Герман Герінг)
  - Імперське міністерство внутрішніх справ (нім. Reichsministerium des Innern, Вільгельм Фрік, Генріх Гіммлер)
  - Імперське міністерство економіки (нім. Reichswirtschaftministerium, Ялмар Шахт)
  - Імперське міністерство закордонних справ (нім. Reichsaussenministerium, Йоахим фон Ріббентроп)
  - Імперське міністерство науки, виховання і народної освіти (нім. Reichsministerium für Wissenschaft, Erziehung und Volksbildung, Бернгард Руст)
  - Імперське міністерство озброєнь та боєприпасів (нім. Reichsministerium für Bewaffung und Munition, Альберт Шпеєр)
  - Імперське міністерство праці (нім. Reichsarbeitsministerium, Франц Зельдте)
  - Імперське міністерство продовольства і сільського господарства (нім. Reichsministerium für Ernahrung und Landwirschaft, Ріхард Дарре, Герберт Баке)
  - Імперське міністерство пропаганди та громадської просвіти (нім. Reichsministerium für Volksaufklärung und Propaganda або Propagandaministerium, Йозеф Геббельс)
  - Імперське міністерство окупованих східних територій (нім. Reichsministerium für die besetzten Ostgebiete, Альфред Розенберг)
  - Імперське міністерство фінансів (нім. Reichsfinanzministerium, Людвіг Шверін фон Крозіг)
  - Імперське міністерство церковних справ (нім. Reichsministerium für die Kirchlichen Angelegenheiten, Ганс Керль)
  - Імперське міністерство шляхів сполучення (нім. Reichsverkehrsministerium, Юліус Дорпмюллер)
  - Імперське міністерство юстиції (нім. Reichsjustizministerium, Франц Гюртнер, Отто Тірак)
  - Імперські міністри без портфелю: Костянтин фон Нейрат, Ганс Франк, Ялмар Шахт, Артур Зейсс-Інкварт

- Управління

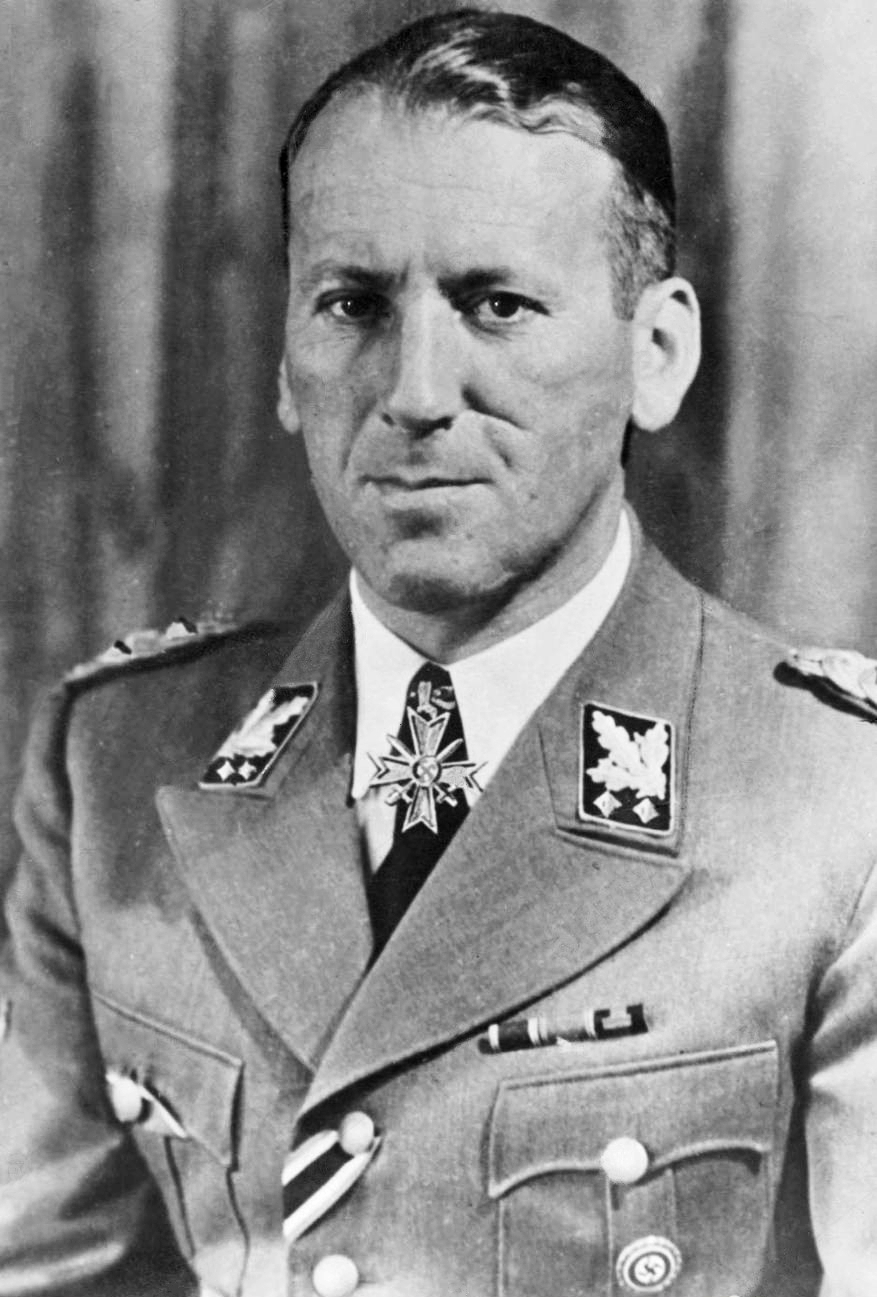
Начальник Головного управління імперської безпеки Ернст Кальтенбруннер

  - Управління Чотирирічного плану (Герман Герінг)
  - Управління Інспектора автошляхів
  - Управління Президента Райхсбанку
  - Управління імперської безпеки Рейху (SS-Reichssicherheitshauptamt,)
  - Управління Головного лісничого Райху (Герман Герінг)
  - Управління молоді Райху
  - Управління казначейства Райху
  - Управління Головного інспектора столиці Райху
  - Управління Радника «Столиці Руху» («Hauptstadt der Bewegung», Мюнхен, Баварія)

- Управління NSDAP
  - Управління расової політики NSDAP
  - Управління колоніальної політики NSDAP
  - Управління закордонних справ NSDAP
  - Amt Rosenberg

### Державна ідеологія
Ідеологічно націонал-соціалісти використовували ідею Великої Німеччини (нім. «Großdeutschland»), вважали, що об'єднання Німецьких народів в одну країну було необхідним кроком до національного успіху.
Націонал-соціалісти також об'єднали антисемітизм із антикомуністичною ідеологією й розцінювали лівий рух так само, як міжнародний ринковий капіталізм — як роботу «змовницьких євреїв».
Ворогами націонал-соціалістичного руху вважались більшовики, цигани та євреї, політичні супротивники та гомосексуали.

## Збройні сили

Військовий прапор Вермахту

Збройні сили Третього Райху (Вермахт) були створені за Законом від 16 березня 1935. Базою для створення і розгортання вермахту послужив райхсвер, перейменований після введення загальної військової повинності, необхідність якої Адольф Гітлер обстоював у праці «Моя Боротьба». Вермахт складався із Сухопутних військ, Військово-повітряних сил (Люфтваффе) і Військово-морського Флоту (Крігсмаріне). Вище командування збройними силами у Німеччині того часу належало структурі під назвою  —Oberkommando der Wehrmacht (OKW)) «Верховне Командування Вермахту», яке до своєї смерті очолював безпосередньо Фюрер. Гітлер надавав особливого значення армії та службі в ній для кожного німця, що претендував на звання громадянина Райху. Збройні сили комплектувалися найсучаснішою на той час технікою, практично вся промисловість Німеччини була спрямована на забезпечення військового сектора. Після поразки у Другій світовій, Вермахт було офіційно розпущено в 1946 р.

## Економіка
Відповідно до синкретичної політики націонал-соціалізму, військова економіка була сумішшю економіки вільного ринку і практики централізованого планування; історик Ричард Овері писав: "Німецька економіка впала між двома стільцями. Було недостатньо командної економіки, щоб робити те, що могла робити радянська система, але було недостатньо капіталістичної, щоб довіритися, як це зробила Америка, ініціативі приватного підприємництва.
На час приходу націонал-соціалістів до влади найважливішим у суспільстві питанням було безробіття, яке становило 30 %. Першим кроком нової влади було призначення шанованого у країні економіста Ялмара Шахта. Під його керівництвом провадилася економічна політика, що мала підняти країну з економічної кризи. Першими кроками було перетворення профспілок на державні (т. зв. Німецький робітничий фронт) та встановлення жорсткого контролю за заробітною платою. Як міністр економіки, Шахт був одним з небагатьох міністрів, що скористався зі адміністративної свободи, яку надало скасування золотого стандарту для Райхсмарки, для підтримки низьких процентних ставок і високого дефіциту державного бюджету, проведення масштабних національних громадських робіт. Наслідком діяльності міністра економіки Шахта було дуже швидке зниження безробіття, найшвидше з усіх країн під час Великої Депресії.
Створювалися підконтрольні уряду компанії, які випускали власні «бонди». Бондами фіктивні компанії розплачувалися за товар, теоретично їх можна було поміняти на Райхсмарки, але це не відбулося до падіння Третього Райху. Шляхом використання тих бондів, а також абсолютним контролем за національною валютою (вартість якої сильно завищувалася) вдалося отримати досить внутрішніх коштів. Вони були задіяні для створення нових робочих місць, це сприяло значному зниженню рівня безробіття, зниженню міжнародної торгівлі, яка складала лише третину від рівня 1929 року. Ці складні економічні маневри дозволяли уряду приховувати від міжнародної громадськості витрати на збройні сили, що стрімко зростали.

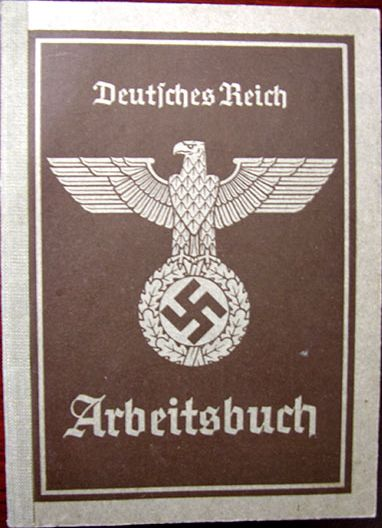
Трудова книжка зразка 1935 року

Більшість індустрій не було націоналізовано, але підлягали постійному контролю з боку уряду, який примушував їх використовувати вітчизняні товари. Контролювали процес адміністративні комітети, які складались з урядовців та діячів бізнесу. Суперництво було обмежено, оскільки основні компанії були організовані в картелі. Вибіркова націоналізація відбувалася з компаніями, які не погоджувалися з такою структурою. Банки, які було націоналізовано Веймаром, були повернені попереднім власникам. У кожного адміністративного комітету був свій банк, який фінансував його діяльність.
Урядове втручання в економіку і масове переозброєння привело до фактичної ліквідації безробіття. Між 1933 та 1938, реальна заробітна плата зменшилась приблизно на 25 %. В 1935 році були введені трудові книжки, разом з ними було скасовано право звільнятися з роботи без дозволу попереднього роботодавця.
Німецька економіка була переведена під керівництво Германа Герінга (нім. Hermann Göring) коли, 18 жовтня 1936, німецький парламент (Райхстаг) оголосив про початок Чотирирічного Плану. Метою цього економічного плану були як цивільні, так і військові досягнення. Серед відомих цивільних проєктів було будівництво мережі автобанів. Завдяки будівництву автобанів було створено більш ніж 100,000 робочих місць, але додатковим досягненням цього проєкту була пропаганда націонал-соціалістичної ідеології. Існують думки що, крім того, метою створення автобанів було забезпечення швидкого руху збройних сил. Військовою метою було масове переозброєння, яке мало перетворити військо зі 100,000 солдатів на армію з мільйонів.
Напередодні війни в країні було досягнуто небаченого рівня зайнятості населення. На липень 1939 року кількість безробітних становила лише 38 379 осіб. Крім того, відчувалася гостра нестача вільних робочих рук. Для забезпечення економіки Третього Рейху рабською робочою силою під час війни, німецька окупаційна влада за допомоги вермахту вивезла близько 12 мільйонів осіб з 20 європейських країн, близько 75 відсотків з них походили зі Східної Європи.

## Культура

### Мистецтво
Мета мистецтва будь-яких тоталітарних держав полягає в зображенні абстрактної героїки, а твори нерідко відрізняються підкреслено великими розмірами. Гігантизм і нагота використовуються як засіб вираження могутності тоталітарної держави, що переважає людську індивідуальність.

#### Живопис
Оскільки Гітлер, будучи художником, вважав себе тонким цінителем і знавцем живопису, особливу увагу приділяли образотворчому мистецтву. Адольф негативно ставився до жанрів живопису XX століття: імпресіонізму, кубізму та інш. і вважав подібні творіння «дегенеративним мистецтвом». Гітлер віддавав перевагу жанру «фелькішів» (нім. völkisch — народний) (опис сільського укладу і побуту Німеччини, сільських пасторалей), був прихильником реалістичних і героїчних жанрів, романтизму. В 1936 році з музеїв були вилучені картини таких відомих художників, як Ван Гог, Гоген, Сезанн, Пікассо, а знамениті і видатні художники, які живуть у Німеччині, такі як Василь Кандинський, Оскар Кокошка, Пауль Клее, були змушені покинути країну.

#### Скульптура

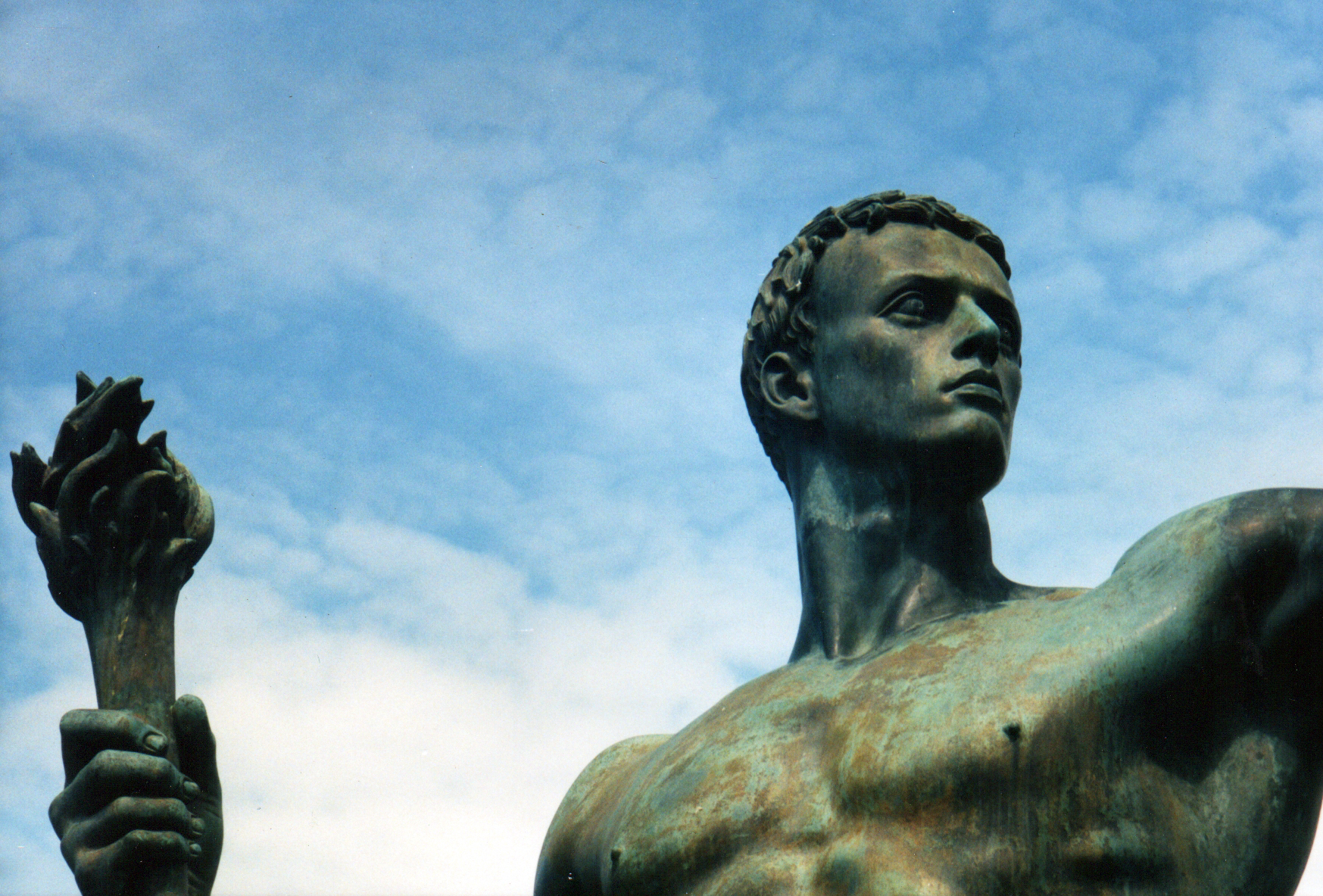
Партія. Статуя Арно Брекера представляє дух НСДАП

У мистецтві Третього Райху зображення оголеної жінки переслідувало пропагандистські цілі, і нагота була всього лише засобом посилення впливу на глядача і продовження впливу на нього. В рамках ідеології націонал-соціалізму оголена жінка розглядалася як втілення гармонії і спокою, що встановилися за часів диктатури після кризи 1920-х років. Крім того, подібні зображення використовувалися в ролі алегорії Перемоги.
Однак з анатомічної точки зору ці зображення все ж грішать проти реальності, оскільки автори побоювалися звинувачення у надмірній схильності до ексгібіціонізму.

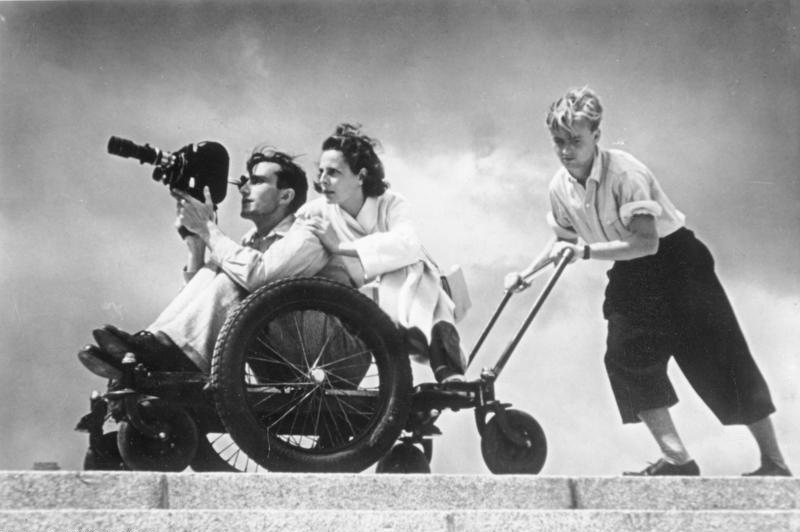
Актриса, спортсменка та кінорежисерка Лені Ріфеншталь (за оператором). Літні Олімпійські ігри 1936.

#### Архітектура
Більшою мірою, ніж інші види мистецтва, архітектура Третього Райху відображала особисті симпатії та антипатії Гітлера. Як згадував Альберт Шпеер, що став після смерті Пауля Людвіґа Трооста головним придворним архітектором, смак Гітлера, якщо не зважати на його захопленість перебільшено монументальними формами неокласицизму, тяжів до необароко. Згідно з його уявленнями, нова німецька архітектура мала продемонструвати взаємозв'язок доричної та тевтонської форм, що, на його думку, було ідеальним художнім поєднанням. З перших днів Третього Райху архітектори працювали над тим, що отримало назву «стиль фюрера», тобто поєднання неокласицизму Трооста й смаків самого Гітлера як поборника необарокко, розмноженого й побільшеного. З іншого боку, владу задовольняло нове суспільне будівництво з ужитком лю́бого Гітлерові перебільшено фольклорного оформлення. Після смерті Трооста (1934) в архітектурі Третього Райху почав панувати архітектор з Мангайма Альберт Шпеер. Його першим замовленням були Цепелінові поля в Нюрнберґу, де було здійснено ефектну й помпезну грандіозну поставу партійного з'їзду 1934. Але основною турботою Гітлера стала перебудова Берліна з будівництвом грандіозних будівель «світової столиці». Будівництво мало завершитися 1950 року. Але будівництво нової столиці було призупинено, а потім припинилося зовсім з початком війни (1939). Пізніше Шпеер визнав, що загалом проєкт був «нежиттєздатний», «занадто регламентований», він критикував його «монументальну суворість». Не вдалося здійснити і два великі проєкти, які Гітлер розглядав як меморіали на честь величі Третього Райху. На Атлантичному узбережжі Європи мали піднестися декілька величезних Тотенбурґенів («Замків мертвих»), що обернуті на захід — грандіозні меморіали в пам'ять про німецьких солдатів, що загинули «визволяючи континент від британської зарази». Декілька таких самих величних веж мали, згідно з планами фюрера, піднятися на сході, щоб символізувати підкорення «неприборканих сил Сходу».

### Спорт
Націонал-соціалістичний уряд приділяв значну увагу спорту, оскільки він дозволяв втілити в життя їхні плани зі створення «ідеальної раси», підготувати молодь до фізичних навантажень майбутньої війни, розважити населення, задіяти робітників у спорудження спортивної інфраструктури і ефективно поєднати з пропагандою, що яскраво видно у присвяченому Олімпійським іграм 1936 року фільмі «Олімпія», який був знятий Лені Ріфеншталь. Спортом у Райху опікувалася організація Nationalsozialistischer Reichsbund für Leibesübungen (скорочено NSRL або NSRBL).
Двома масштабними можливостями представити культуру Третього Райху стали Берлінська олімпіада 1936 року та Всесвітня виставка 1937 в Парижі. Для олімпіади, німецькі атлети були відібрані не лише за спортивні здобутки, але й враховуючи їхню «расову чистоту».